# Alphonse Bougard
Alphonse Bougard (* 15. Juli 1900 in Morlanwelz; † 20. November 1944 im KZ Groß-Rosen) war ein belgischer römisch-katholischer Geistlicher und Märtyrer.

## Leben
Alphonse Bougard wurde in Carnières (Ortschaft der Gemeinde Morlanwelz) westlich von Charleroi in einer Arbeiterfamilie geboren. Er besuchte Schulen in Morlanwelz und La Louvière und dann der Marianisten in Rèves, Freiburg (Schweiz) und La Rochelle. Nach seiner Priesterweihe 1927 war er Kaplan in La Louvière, ab 1932 in Pâturages (Colfontaine) und ab 1935 in Courcelles. 1940 wurde er im Kriegsdienst verwundet. Während der Besetzung durch das nationalsozialistische Deutschland baute er selbst die örtliche Widerstandsbewegung auf und schloss sie an die belgische Résistance an.
Am 11. Februar 1943 wurde er verhaftet und kam über das Gefängnis Charleroi, Fort Breendonk und das Gefängnis Saint-Gilles/Sint-Gillis nach Bochum und von dort in das KZ Esterwegen. 1944 wurde er in einer fünftägigen Güterzugfahrt in das Gefängnis Groß-Strehlitz und weiter in das KZ Groß-Rosen verlegt, wo er am 20. November 1944 im Alter von 44 Jahren starb.

## Gedenken
In Courcelles wurde ihm ein Denkmal errichtet und ein Platz nach ihm benannt (Place de l’Abbé Bougard).